# Menelao Mora Morales
Menelao Mora Morales (22 de julio de 1905, Pinar del Río, Cuba - 13 de marzo de 1957, La Habana, Cuba) fue un político y abogado cubano.
Nace el 22 de julio de 1905 en la Provincia de Pinar del Río en el seno de una familia campesina humilde. Trabaja desde temprana edad, y logra estudiar con el esfuerzo de la familia. En 1930 se gradúa de Doctor en Derecho en la Universidad de La Habana. Se casó dos veces y tuvo un hijo de su primer matrimonio (Alberto Mora Becerra), y del segundo, un hijo (Menelao) y una hija. 
Participa en la etapa del régimen de Gerardo Machado de 1930 a 1933 en acciones de protesta llevadas contra el tirano. Militó en las filas del ABC, una organización que hacía atentados contra esbirros machadistas. Por su oposición a Machado estuvo recluido en el Presidio Modelo. Participa en la huelga de 1935 en la cual fue apresado y tiempo después lo acusan de terrorista obligándolo al exilio político en Estados Unidos. Fue secretario y presidente de la Cooperativa de Ómnibus Aliados (COA). 
Fue elegido varias veces representante a la Cámara de Representantes cubana por el Partido Auténtico (PRC(A)). Durante el Golpe de Estado del 10 de marzo de 1952 es de los cubanos que se dan cuenta de que el único camino para enfrentar al usurpador era a través de las armas y organiza y dirige acciones bélicas, acopia armas mandadas a la isla desde el extranjero y las traslada de un lado a otro del país; participa en los preparativos y es el jefe máximo del Ataque al palacio presidencial de Cuba en 1957. Muere el 13 de marzo de 1957 en el ataque al Palacio Presidencial.